# Triphragmium ulmariae
Rouille de la reine des prés
Espèce
Synonymes
- Puccinia ulmariae DC., 1808 (basionyme)[1]
- Trichobasis ulmariae (DC.) G.H. Otth, 1864[1]

Triphragmium ulmariae est une espèce de champignons basidiomycètes (Fungi) de l'ordre des Pucciniales et du genre Triphragmium. Ce microchampignon est un agent de la maladie cryptogamique de la rouille de la Reine des prés dont il s'agit de l'unique hôte.
À l'instar de nombreux agents de la rouille des Pucciniomycotina, le cycle de vie de Triphragmium ulmariae passe par de nombreuses étape complexes : les stades asexués spermogonie et urédies primaire et secondaire se succèdent avant le stade sexué télie qui produit des téliospores dans lesquelles le champignon hiverne. 

## Description
Pour un article plus général, voir Rouille (maladie).
Triphragmium ulmariae produit au tout début du printemps des spermogonies formant des points orange rougeâtre et brillants sur les taches jaunes des feuilles,,. 
Les urédies primaires provoquent des déformations printanières généralement courbes, très visibles, orangées et pulvérulentes, mesurant jusqu'à 2 cm de long de part et d'autre des pétioles et des nervures des feuilles. À cette étape, leurs urédospores mesurent 23 à 28 μm de long pour 18 à 21 μm de large, leur paroi mesurent 2 à 3 μm d'épaisseur,,.
Les urédies secondaires se présentent au début et au milieu de l'été sous la forme de petits dépôts mesurant jusqu'à 1 mm de diamètre, pulvérulants, jaune-brun ou orange, accrochés à la face inférieure des feuilles à l'intérieur de taches foliaires très claires, jaunes ou rouges. À cette étape, leurs urédospores mesurent 20 à 30 μm de long pour 18 à 25 μm, leur paroi est épaisse de 1 à 1,5 μm et leurs pores germinaux sont indistincts ou absents,,.
Quant aux télies, elles sont visibles en fin d'été et en automne. De même forme que les urédies secondaires, elles se situent également sur l'envers des feuilles mais sont poudreuses, plus petites et colorées d'un brun noirâtre. Leurs téliospores sont pétiolées, globulaires, constituées de trois cellules et sont nettement verruqueuses autour des pores germinatifs. Elles mesurent 30 à 50 μm de long pour 24 à 42 μm de large,,.
Étant donné que la partie aérienne de la Reine des près disparaît à l'orée de l'hiver, la plante passant la morte saison dans son rhizome souterrain, la survie du pathogène pendant cette période se fait exclusivement sous forme de téliospores. Celles-ci germent au printemps suivant pour initier un processus de recombinaison sexuelle et établir de nouvelles infections.

Triphragmium ulmariae
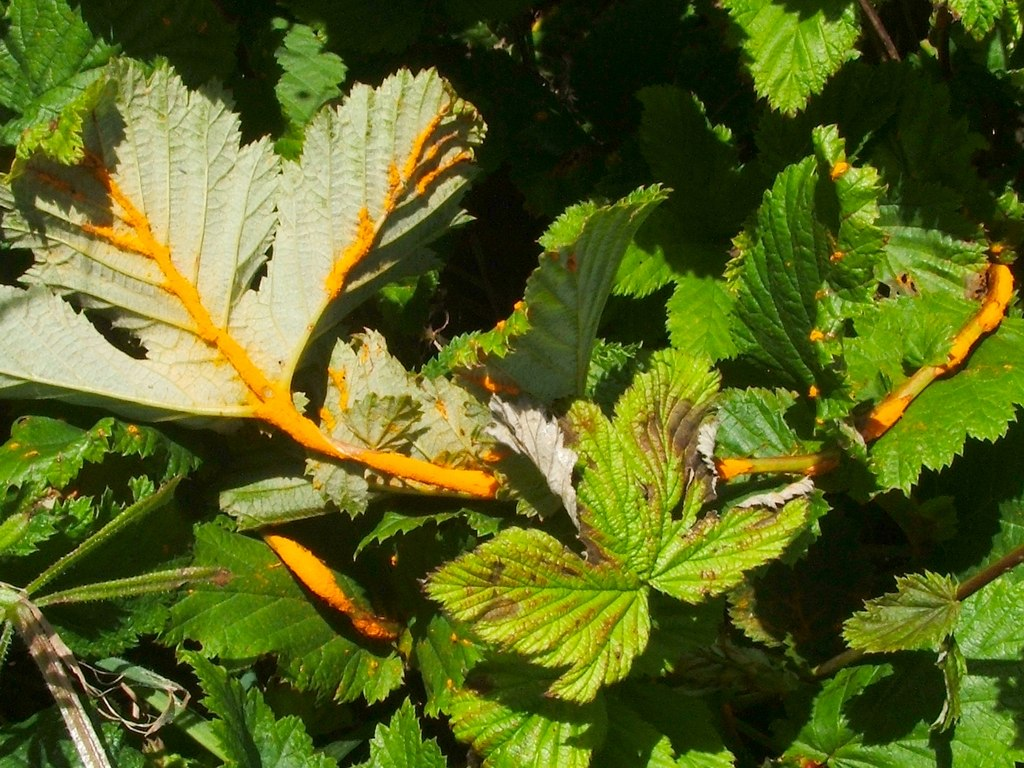
urédies I
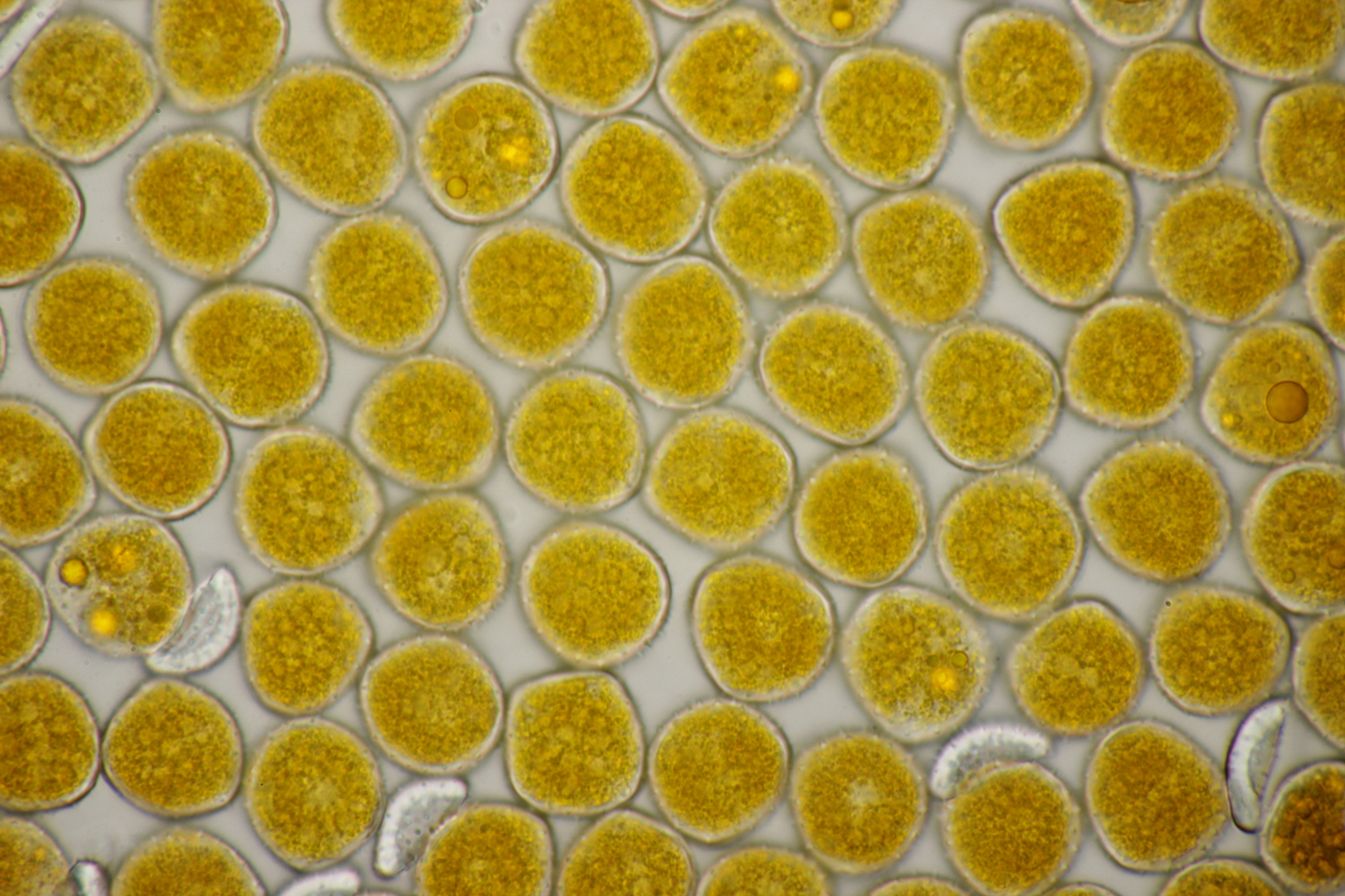
Urédospores I
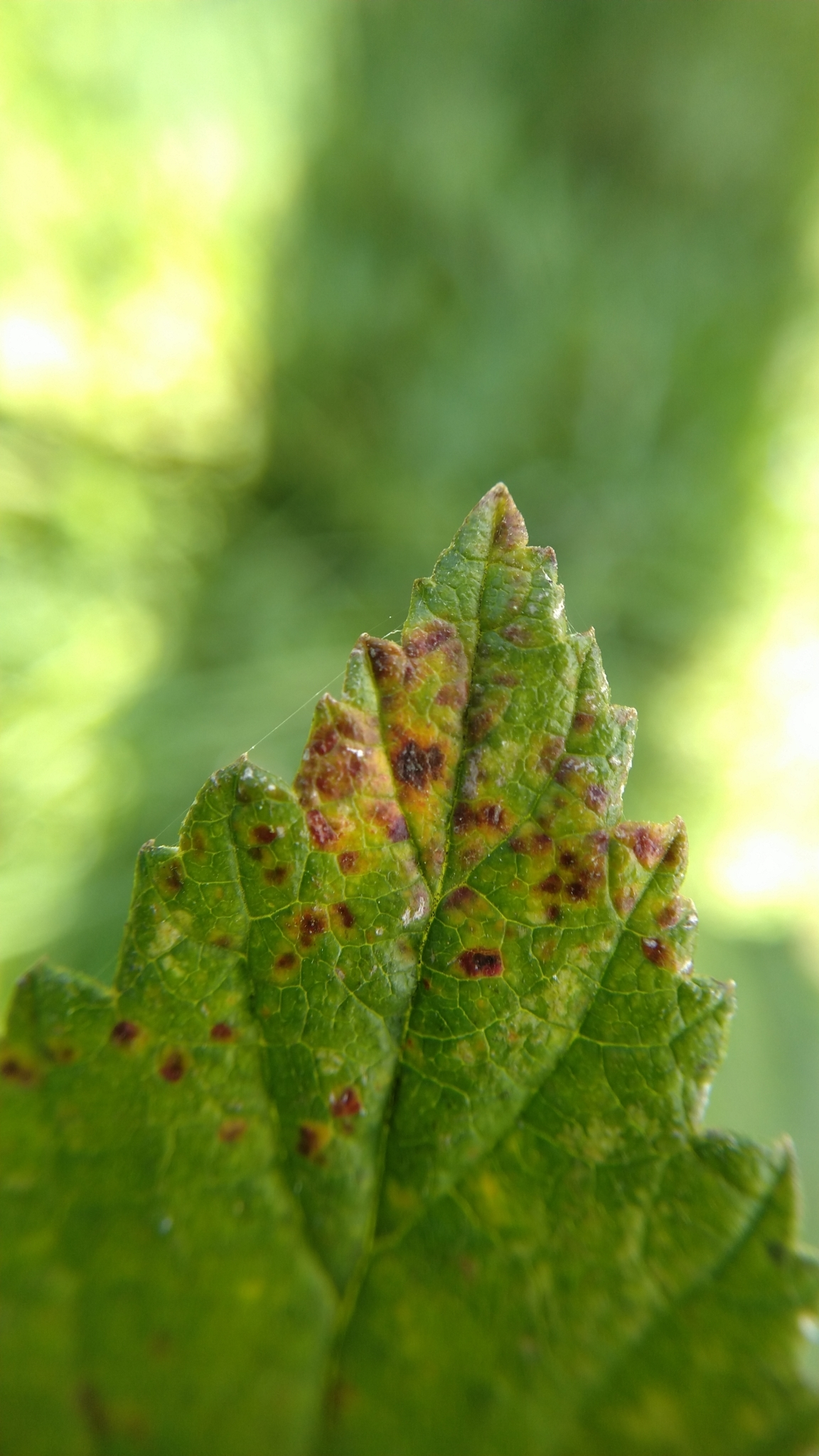
Taches symptomatiques de la phase urédie II
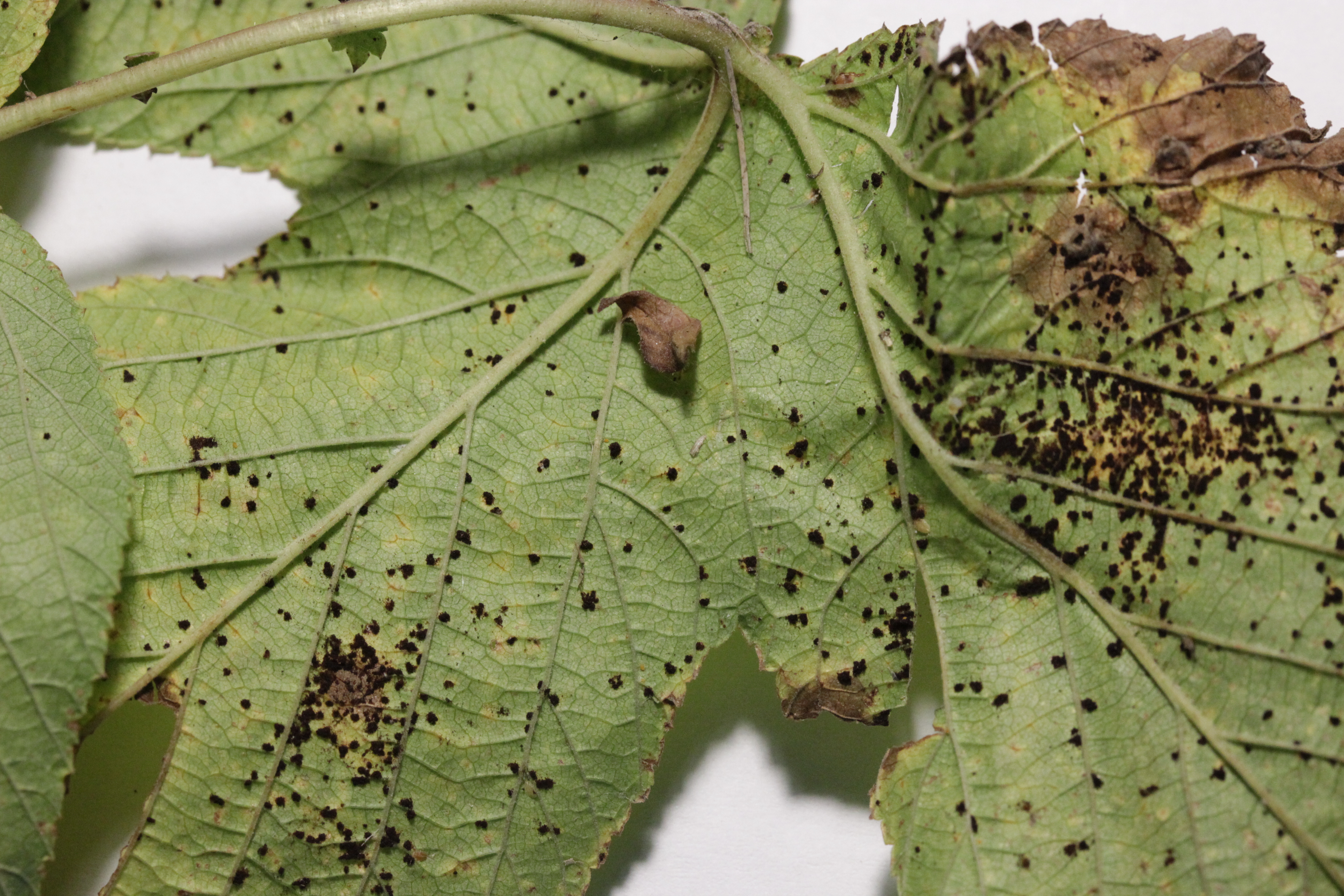
Télies
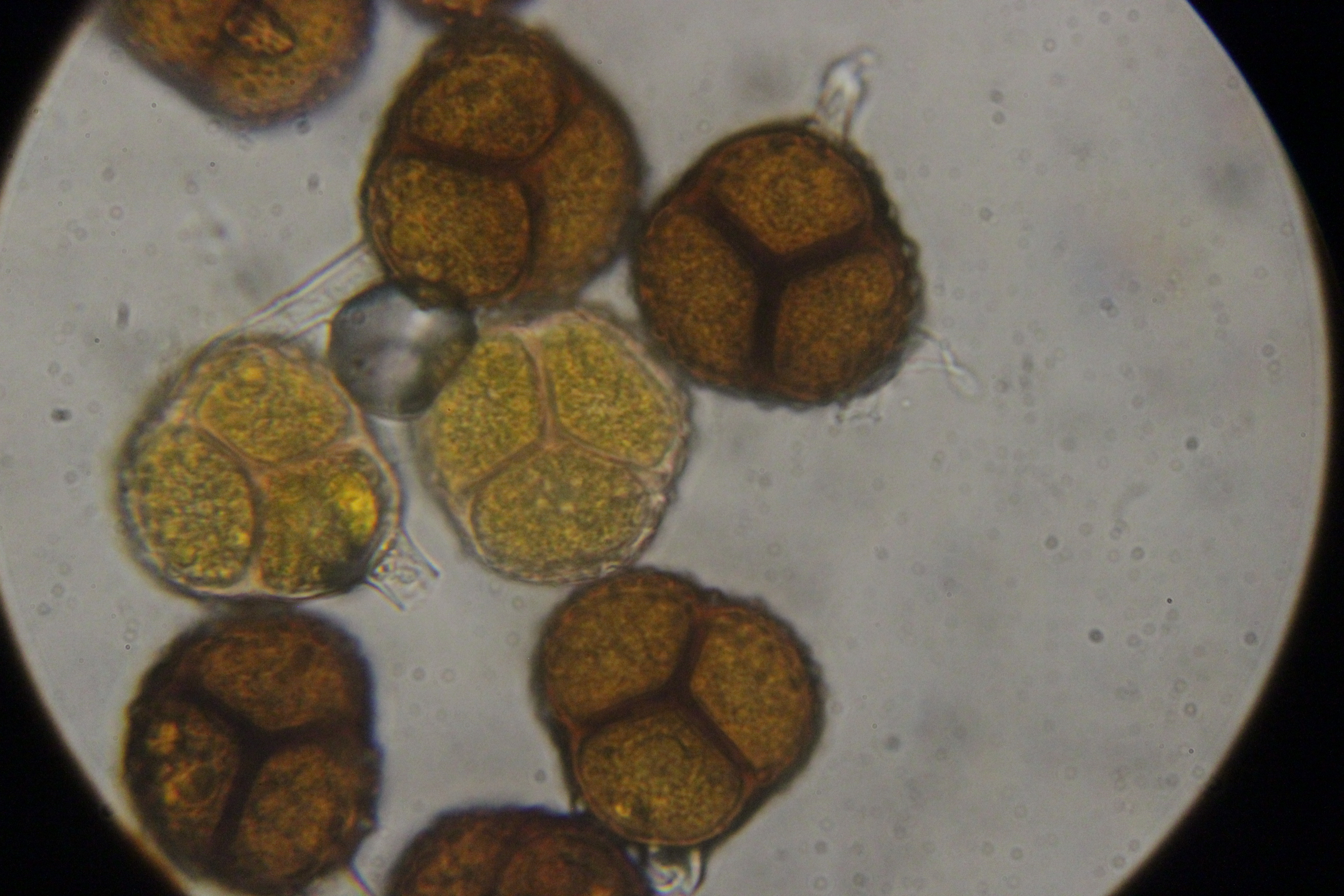
Téliospores

## Impact parasitaire et répartition
Triphragmium ulmariae est étroitement monophage, parasitant une seule espèce et ne présentant pas d'alternance d'hôte : Filipendula ulmaria. Ce microchampignon est répandu en Europe de mai à novembre,. Il est également présent en Asie jusqu'au Japon et en Amérique du Nord.
Triphragmium ulmariae a un impact parasitaire conséquent sur la survie des plantules de Filipendula ulmaria. Lors d'une étude de 5 ans portant sur plusieurs populations suédoises, le microchampignon était la cause de la mort de 90% d'entre elles. Par contre, les plants survivants ont constamment montré une forte résistance à la maladie, sans qu'une adaptation locale au pathogène n'apparaisse. 
L'infection se manifeste typiquement par une distribution très inégale de la maladie au sein des populations hôtes, l'épidémie  se propageant de loin en loin à partir d'un nombre limité de foyers.

## Liste des taxons de rang inférieur
Liste des variétés selon MycoBank (4 juin 2022) :
- Triphragmium ulmariae var. alpinum Lagerh.
- Triphragmium ulmariae var. anomalum (Tranzschel) Lohsomb. & Kakish., 1990
- Triphragmium ulmariae var. ulmariae

## Espèce proche
Trifragmium filipendulae est une espèce proche mais plus rare qui provoque une rouille sur Filipendula vulgaris dans les zones sèches.